# Патрул Ринпоче
Дзогчен Раньяк Патрул Ринпоче (англ. Dzogchen Ranyak Patrul Rinpoche тиб. རྫོགས་ཆེན་ར་ཉག་དཔལ་སྤྲུལ་རིན་པོ་ཆེ, Вайли rdzogs chen ra nyag dpal sprul rin po che) (род. 1963) тибетский лама, учитель школы Нингма тибетского буддизма и автор книг. Основатель центра Дзогчен в Бельгии, филиала монастыря Дзогчен в Тибете.

## Биография
Дзогчен Раньяк Патрул Ринпоче родился недалеко от Рутам Оргьен Самтен Чолинг (монастыря Дзогчен) в центре провинции Кхам, в Восточном Тибете, в 1963. Его мать происходила из семьи предыдущего воплощения Патрула Ринпоче. Его отца звали Друпа. В детстве он проявил превосходные способности к учебе, которая давалась ему быстро и без усилий. Он начал своё обучение в монастыре Дзогчен, где среди прочего изучал тантрические ритуалы и был назначен чоченом — “главным чопоном”. Тогда же он принимал участие в восстановлении монастыря Дзогчен, создавая росписи, рисунки и маски. Далее он продолжил обучение в университете Дзогчен Шри Сингха, где получил классическое тибетское образование, начиная с практики трех основ дисциплины и заканчивая высшими тантрами. Ринпоче практиковал слушание, размышление и медитацию, благодаря которым обрёл знание великих комментариев индийских наставников, а также медитативный опыт. С помощью практики дисциплины он усмирил поток своего ума. 
Среди его учителей были такие великие мастера, как Кхенчен Дечен Намдрол, Друкпа Ринпоче и Шапчоке Пэма Калсанг Ринпоче. Патрул Ринпоче продолжил свои просветленные деяния в монастыре Друпонг Дзогчен (монастырь Дзогчен на юге Индии), где на протяжении четырех лет преподавал, занимая должность кхенпо. Находясь там, он основал Центр Дхармы алмазной колесницы Нингтик. Тогда же Чоктрул Согьял Ринпоче даровал ему титул высочайшего дордже лопона (мастера ритуалов) и обратился к нему с просьбой как можно дольше пребывать на троне монастыря Дзогчен за пределами Тибета. В то же время Минлинг Тричен Гьюрме Кунзонг Онгьял и Шапчоке Дзогчен Ринпоче объявили его подлинным перерождением предыдущего тулку и поднесли ему корону титула держателя учений Друпе Онгщук Гьялва Дзогченпа.

## Признание и возведение на трон
Глава школы Нингма,  Миндроллинг Тричен Ринпоче, официально признал Дзогчен Раньяк Патрула Ринпоче как четвертое перерождение Дза Патрула Ринпоче (третье перерождение Раньяк Патрула) 7 апреля 1997. В этом же письме-признании заявлялось, что будут возникать препятствия для просветленных деяний Раньяк Патрула Ринпоче, поэтому  Миндроллинг Тричен Ринпоче указал конкретные практики, которые необходимо выполнять в Дзогчене. Дзогчен Джигме Лосал Вангпо Ринпоче (нынешнее перерождение Дзогчена Рипноче) написал письмо с молитвой-устремлением о развитии деяний Патрула Ринпоче на благо учений и всех существ. В 1999 Его Святейшество Далай-лама написал письмо, подтверждающее письмо-признание Миндроллинга Тричена Ринпоче.
Кьябдже Пэма Калсанг Ринпоче провел церемонию возведения на трон в Брюсселе, Бельгия, 11 июня 2000, а также написал письмо, в котором сообщалось, что Раньяк Патрул Ринпоче - один из учителей Дзогчена из Тибета , и что он является представителем всех других наставников из долины Дзогчен, которые не имели возможности присутствовать лично в тот день. На церемонии присутствовал также Тулку Дакпа Ринпоче.

## Альтруистические проекты
На Западе Патрул Ринпоче продолжил деяния ради блага существ и распространения учения Будды в мире. Среди его проектов: 
- Институт Зандок Палри на Западе Архивная копия от 26 ноября 2016 на Wayback Machine - проводит курсы двух видов: шестилетний курс для практикующих Дзогчен, по итогам которого присуждается степень; курсы общих буддийский учений, без присуждения степени.[2][7]
- Храм Зандок Палри в Тибете - проект, целью которого является сохранение культуры и религии Тибета[8][9] . Торжественно открыт в 2010.
- Начальная школа Самбхота - дает начальное образование для детей из бедных семей.[10]
- Переводческая группа Самбхота Архивная копия от 18 мая 2014 на Wayback Machine - сохранение, перевод и распространение буддийских учений, особенно из цикла Лонгчен Нингтик.[11]
- Издательство Wisdom Treasury (“Сокровищница мудрости”) - выпускает тексты тибетского буддизма, особенно из цикла Лонгчен Нингтик, как на тибетском, так и на западных языках.

Помимо проведения учений и друбченов в институте Зандок Палри, Патрул Ринпоче путешествует на протяжении всего года и дает учения в основанных им центрах Семриг в Европе (Бельгия, Болгария, Дания, Грузия, Германия, Латвия, Люксембург, Нидерланды, Польша, Португалия, Россия, Соединенное королевство, Украина, Швеция, Швейцария) и в Азии (Япония).

## Публикации
На русском:
- Дзогчен Раньяк Патрул Ринпоче, Истинные Слова Великого Риши, Brussels, Belgium: Wisdom Treasury, 2008 ISBN 978-5-94121-046-6

На английском языке:
- Dzogchen Ranyak Patrul Rinpoche, The True Words of the Great Rishi, Brussels, Belgium: Wisdom Treasury, 2008 ISBN 978-2-930447-06-3
- Dzogchen Ranyak Patrul Rinpoche, The Jewel Staircase to Liberation: A Brief Preliminary Practice, Brussels, Belgium: Wisdom Treasury, 2012
- Dzogchen Practitioners' Six-Year Course series:
  - Dzogchen Ranyak Patrul Rinpoche, Searching for Self-Liberation, Brussels, Belgium: Wisdom Treasury, 2005 ISBN 978-2-930447-00-1, ISBN 978-2-930447-02-8 (ошибоч.) (First year book)
  - Dzogchen Ranyak Patrul Rinpoche, Self-Liberation of Great Beings, Brussels, Belgium: Wisdom Treasury, 2006 ISBN 978-2-930447-02-5 (Second year book)
  - Dzogchen Ranyak Patrul Rinpoche, Great Oral Transmission of Self-Liberation, Brussels, Belgium: Wisdom Treasury, 2012 ISBN 978-2-930447-01-8 (Third year book)